# 河口镇 (黄石市)
河口镇是中华人民共和国湖北省黃石市西塞山区下辖的一个镇。
2014年4月28日，湖北省民政厅批复同意撤销西塞山街道办事处，将其所辖的石磊山、大排山、道仕伏、凉山、风波港5个村民委员会划归河口镇管辖。

## 行政区划
河口镇下辖以下村级行政区划单位：
道仕袱村、石磊山村、大排山村、凉山村、风波港村、闸口村、新港村、牯牛洲村、二港村和石龙头村。